# 魚津市立よつば小学校
魚津市立よつば小学校（うおづしりつよつばしょうがっこう）は、富山県魚津市本江にある小学校。

## 概要
魚津市内のうち、大町、村木、本江、上野方の4地区を通学区域としている。
校舎は旧本江小学校跡に新築された鉄筋コンクリート3階建てで、2018年11月29日に全工事が完了した。
校歌の作詞は中尾哲雄が手掛けている。

## 沿革
- 2017年（平成29年）4月 - 統合に先立ち、普通教室棟が竣工し、本江小学校として運用開始[1]。
- 2018年（平成30年）
  - 4月1日 - 本江小学校、大町小学校、村木小学校、上野方小学校と統合されて発足。
  - 4月5日 - 開校式挙行。
  - 4月6日 - 第1回入学式挙行。最初の入学生は93名。
  - 5月x日 - 管理特別棟が竣工[1]。
  - 5月14日 - 管理特別棟完成により、教職員らによる引っ越し作業実施。
  - 5月15日 - 新しい児童玄関の使用開始。
  - 11月29日 - 校舎の全工事が完了し、竣工式が行われる。総事業費は約22億3千万円[1]。
- 2019年（平成31年）
  - 3月18日 - 第1回卒業証書授与式挙行。最初の卒業生は99名。
  - 3月22日 - 最初の修了式挙行。

## 周辺
- 富山県道135号富山滑川魚津線（旧国道8号）
- 富山地方鉄道本線電鉄魚津駅
- 魚津市立図書館
- 魚津市立西部中学校
- 魚津警察署
- 魚津郵便局
- オーアイ工業

## アクセス
- 魚津市民バス魚津郵便局前バス停下車後、徒歩約190m・約3分。
- あいの風とやま鉄道魚津駅から、魚津市民バス（市街地巡回ルート・西廻り）で、魚津郵便局前バス停まで15分。なお、逆方向の魚津駅へは、魚津市民バス（市街地巡回ルート・西廻り）で魚津郵便局前バス停から17分。
- 富山地方鉄道電鉄魚津駅からは、魚津市民バス（市街地巡回ルート・東廻り）で、魚津郵便局前バス停までに5分。なお、逆方向の電鉄魚津駅へは、魚津市民バス（市街地巡回ルート・東廻り）で魚津郵便局前バス停から26分。